# Császlóc
Császlóc (ukránul: Часлівці [Csaszlivci], oroszul: Часлoвци [Csaszlovci]) falu Ukrajnában, Kárpátalján, az Ungvári járásban.

## Fekvése
Ungvártól 10 km-re, Kereknyétől 2 km-re délre található.

## Nevének eredete
Neve a szláv Csaszlav személynévből származik.

## Története
A község illetve a környék történetéről az első említésre méltó esemény 1060-ból való, amikor Béla herceg, a későbbi I. Béla, a lengyelországi Chaslaw-ból szerzeteseket telepített a környékre. 1083-ban kőtemplomot szenteltek itt, mely Szent László 3. törvénykönyvének másolatát is őrizte. E templom a tatárjárásig állt fenn. A tatárjárásról kevés leírás maradt, de a fennmaradt templomi értékek azt valószínűsítik, hogy nem végeztek komolyabb pusztítást. Nevének következő említése 1263-ból való, ekkor „Chaslouch” néven említették.
Az első írásos emlék a szatmári plébánia emlékkönyvében található. E szerint a falu 1333-1337-ben 10 garas pápai tizedet fizetett. A falu 1338-tól Szerednye várának tartozéka. A Károly Róbert idejéből származó adólajstrom szerint a Császlóciak Ung vármegye legjelentősebb nemesei között voltak, a község pedig gazdasági szempontból a 8. helyen volt számontartva a vármegye települései között. 1444-ben a Császlóci család férfiága kihalt.
A 16. században a Dobó család birtoka volt. 1547-ben a templomot protestáns hittérítők foglalták el, a betolakodók lerombolták a védőfalat és a monostort is. A falut 1668-ban Petrovay János kapta örökbe. Birtokosa 1681-töl 1692-ig gróf Forgács András. Utóda, Petrovay Antal Ung vármegye követeként vett részt az 1774-es országgyűlésen. Ugyanebben az évben gróf Eszterházy Károly elrendelte a templom újjáépítését, amit 1795-re fejeztek be.
A 18. század végén Vályi András így ír róla: „CSASZLÓTZ. Csaszlovetz. Orosz falu Ungvár Vármegyében, földes Urai külömbféle Urak, fekszik Kereknyének szomszédságában, mellynek filiája, Ungvártól másfél mértföldnyire. Határjának jó voltához, ’s szép vagyonnyaihoz képest, első Osztálybéli.”
1802 és 1805 között Petrovay József kastélyt építtetett Császlócon, amely még ma is áll. Az 1848-1849-es szabadságharcban a falu lakossága mellett a Petrovay család is részt vett, méghozzá Petrovay Ákos, aki Bem tábornok seregében őrnagyi rangban szolgált.
Fényes Elek 1851-ben kiadott geográfiai szótárában így ír a faluról: „Csaszlócz, orosz-tót falu, Ungh vármegyében, Unghvárhoz délre 1 1/4 mfdnyire: 353 r., 360 g. kath., 6 ref. 26 zsidó lak. Róm. kath. fiók-szentegyház. Derék urasági lakházak. Jó föld. Erdő. F. u. Petrovay István, b. Béhmer, Fodor s m.”
A petrovayak után a Cziburok lettek a falu földbirtokosai, akik közül az utolsó Czibur Sándor volt. 1911-ben Szentmihályi Lajos lett a falu plébánosa, aki papi teendői mellett gyógyítással is foglalkozott. Kizárólag gyógynövényekből készített orvosságokkal gyógyított. A trianoni békéig Ung vármegye Ungvári járásához tartozott. Ekkor Csehszlovákiához csatolták.
Szentmihályi Lajos annyira sikeres volt, hogy 1927-ben ungvári orvosok sikertelen merényletet követtek el ellene. Nevét ma a falu főutcája őrzi.
1938–44 között Császlóc visszakerült Magyarországhoz. A háború szele 1944-ben érte el a falut. A faluban élő zsidó családokat elhurcolták. A Czibur család 1944 őszén menekült el Császlócról. Ugyanebben az évben a Magyar Királyi Hadsereg hadi szolgálatra hívta be a falu munkaképes férfiait, ahol lövészárkot kellett ásniuk. A 15 elhurcolt férfi közül csak 3-an tértek haza.
1945-ben Szovjetunióhoz csatolták a települést. A háború után megkezdődött a kolhozosítás, Császlócot közigazgatásilag összevonták a szomszédos Kereknyével.
1991 óta Ukrajnához tartozik. A 2. világháborúban elhurcoltak emlékére a KMKSZ császlóci alapszervezete 2002-ben emlékművet állított a templom-kertben. 2003-ban a lakosság népszavazással döntötte el, hogy különválik Kereknyétől.
Jelenleg a faluban magyar nyelvű óvoda és elemi iskola működik, a 750 fős lakosság 75%-a magyarnak vallja magát, és rendszeresen megszerveznek olyan hagyományőrző eseményeket, mint az anyák-napi szereplések, szüreti bálok, falunapok és batyus bálok.

## Népessége
- 1910-ben 559 lakosából 551 magyar lakosa volt Ebből 229 római katolikus, 209 görögkatolikus, 46 izraelita volt.
- 2005-ben 700 lakosából 520 (70%) a magyar.

## Nevezetességek
- Római katolikus temploma 14. századi, a 19. században bővítették, ekkor épült a templomot övező kőkerítés is, melynek falában a stáció képei láthatók. A templomot a 20. században felújították, ekkor nyerte mai formáját. Szentélyében a 18. században freskókat fedeztek fel, de ezek létét újabb kutatások még nem erősítették meg.